# 오즈망 주니오르
오즈망 지 메네지스 베난시우 주니오르(포르투갈어: Osman de Menezes Venâncio Júnior, 1992년 10월 29일 ~ )는 오즈망 주니오르(포르투갈어: Osman Júnior)라는 이름으로 알려져 있는 브라질의 축구 선수이다. 포지션은 미드필더이며 현재 쿠리치바 FC 소속이다. K리그에서의 등록명은 오스만이었다.